# موزه پیسانکا
ساختمان فعلی موزه پیسانکا در سال ۲۰۰۰ در شهر کولومیا در غرب اوکراین در استان ایوانو-فرانکیفسک ساخته شده است، پیش از این مجموعه پیسانکا در کلیسای بشارت کلومیا نگهداری می‌شد. این موزه بخشی از موزه ملی هوتسولشچینا و موزه هنرهای مردمی پوکوتیا است.
بخش مرکزی موزه به شکل پیسانکا (تخم‌مرغ عید پاک اوکراینی) است. این تنها موزه در جهان است که به پیسانکا اختصاص یافته است و به کارت پستال شهر تبدیل شده است. این موزه در اوت ۲۰۰۷ به عنوان یک نقطه تحول عظیم اوکراین مدرن شناخته شد.
این موزه در ۲۳ سپتامبر ۲۰۰۰، در جریان دهمین جشنواره بین‌المللی هاتسول افتتاح گردید. کارگردان یاروسلاوا تکاچوک برای اولین بار ایده موزه‌ای به شکل تخم مرغ را مطرح کرد، هنرمندان محلی واسیل آندروشکو و میروسلاو یاسینسکی این ایده را زنده کردند. این موزه نه تنها شکلی شبیه تخم مرغ دارد (ارتفاع ۱۴ متر و قطر ۱۰ متر)، بلکه قسمت‌های بیرون و داخل گنبد نیز به شکل تخم مرغ نقاشی شده است.

## مجموعه‌های موزه
در حال حاضر، موزه دارای مجموعه‌ای از بیش از ۱۰۰۰۰ پیسانکی است. مجموعه دائمی شامل پیسانکی از اکثر استان‌های اوکراین است. بسیاری از آن‌ها از طرح‌های سنتی به‌صورت مدرن بازسازی‌شده‌اند، از جمله بازآفرینی‌های اوکسانا بیلوس و زویا استاشوک از مجموعه اسکارژینسکی (همان‌طور که کولژینسکی به تصویر کشیده است)، اما مجموعه‌ای زیبا از پیسانکی‌های قدیمی‌تر از منطقه ایوانو-فرانکیفسک نیز وجود دارد که قدمت آن به قرن نوزدهم و بیستم می‌رسد.
نمونه‌های زیادی از تخم مرغ‌های پیسانکی و سایر اشکال تزئین‌شده از سایر کشورهای اسلاوی (بلاروس، جمهوری چک، لهستان) و سرزمین‌های دورتر (رومانی، سوئد، ایالات متحده، کانادا، فرانسه، پاکستان، سریلانکا و هند) وجود دارد.

## نگارخانه

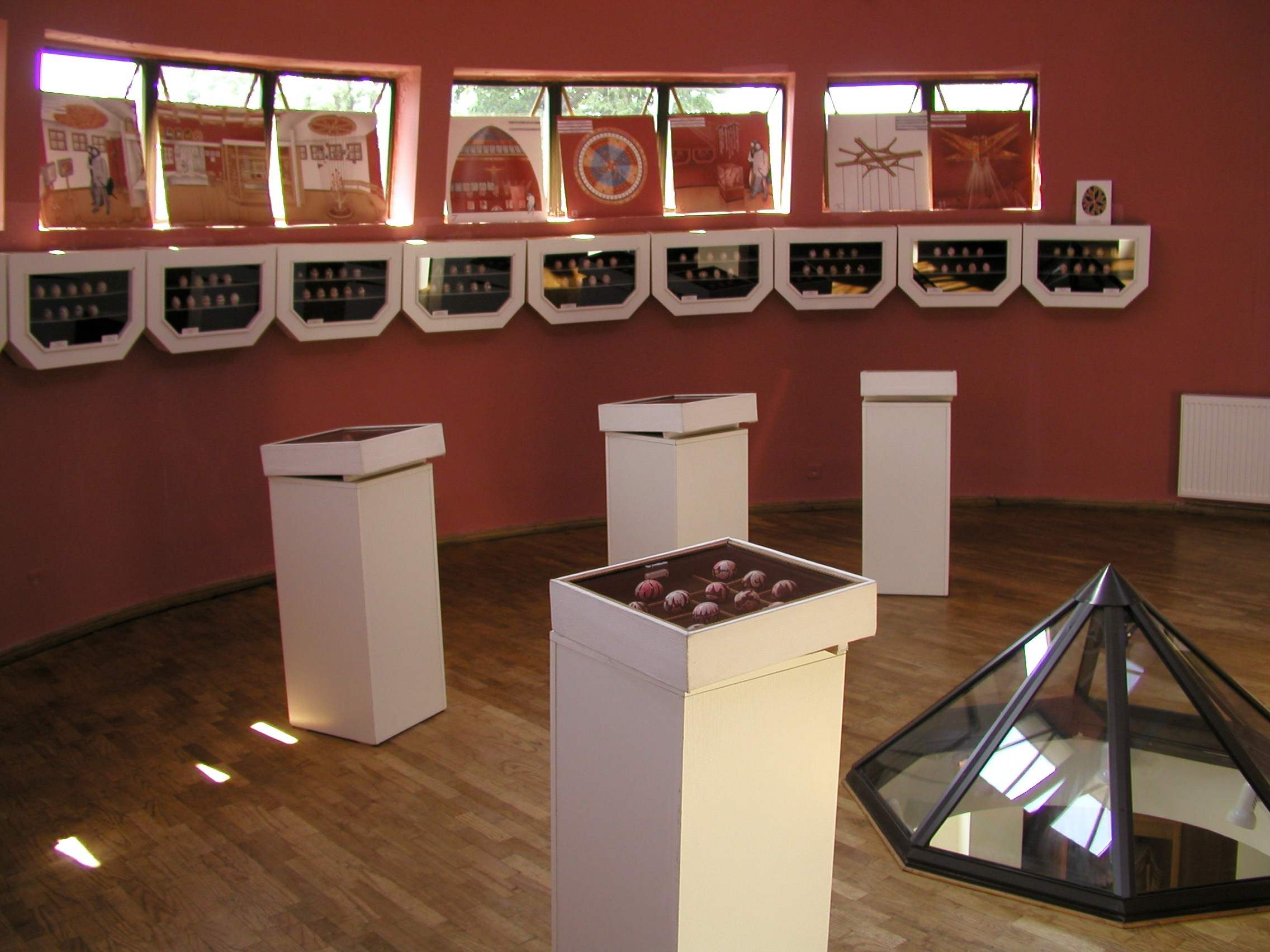
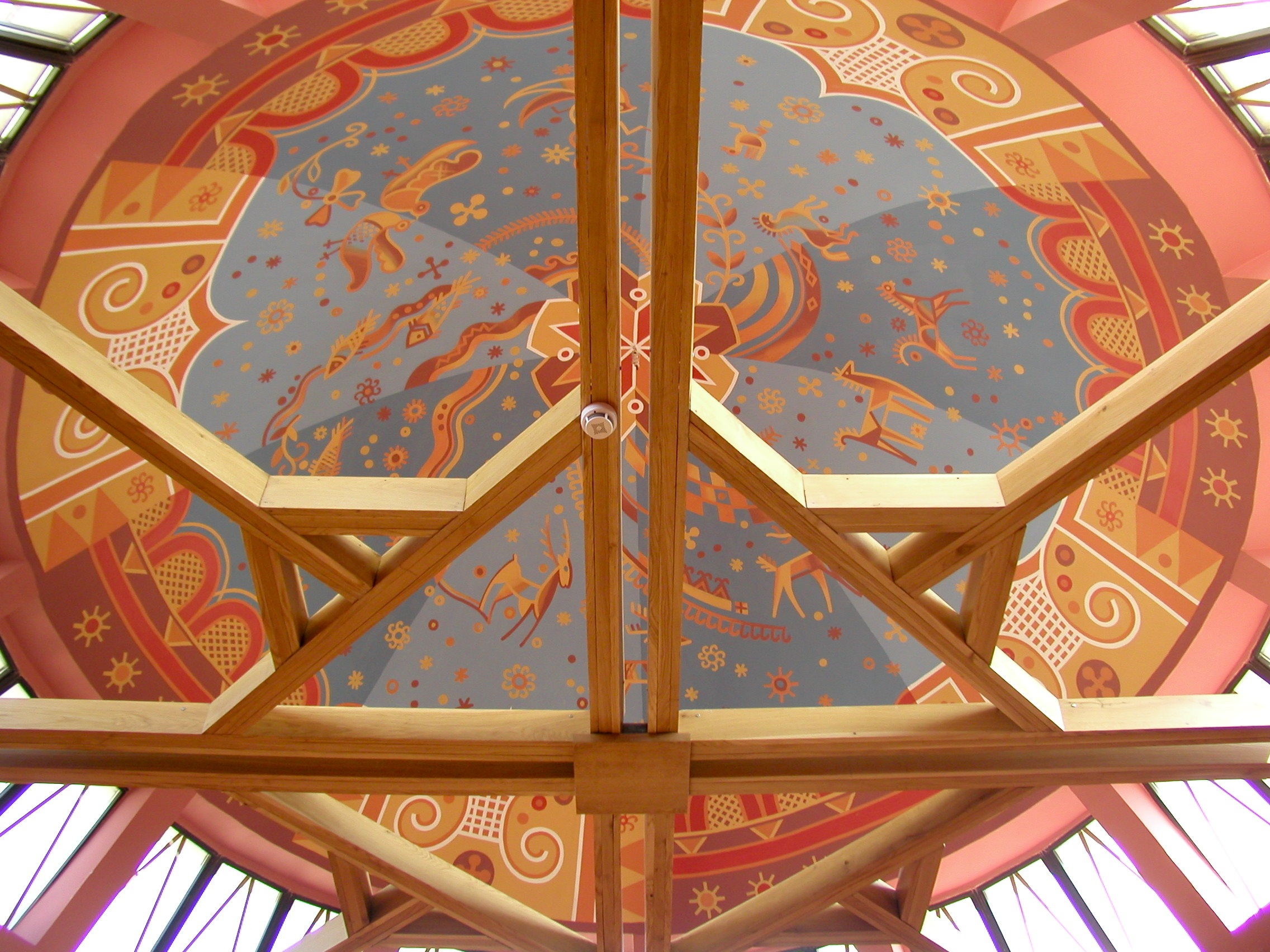
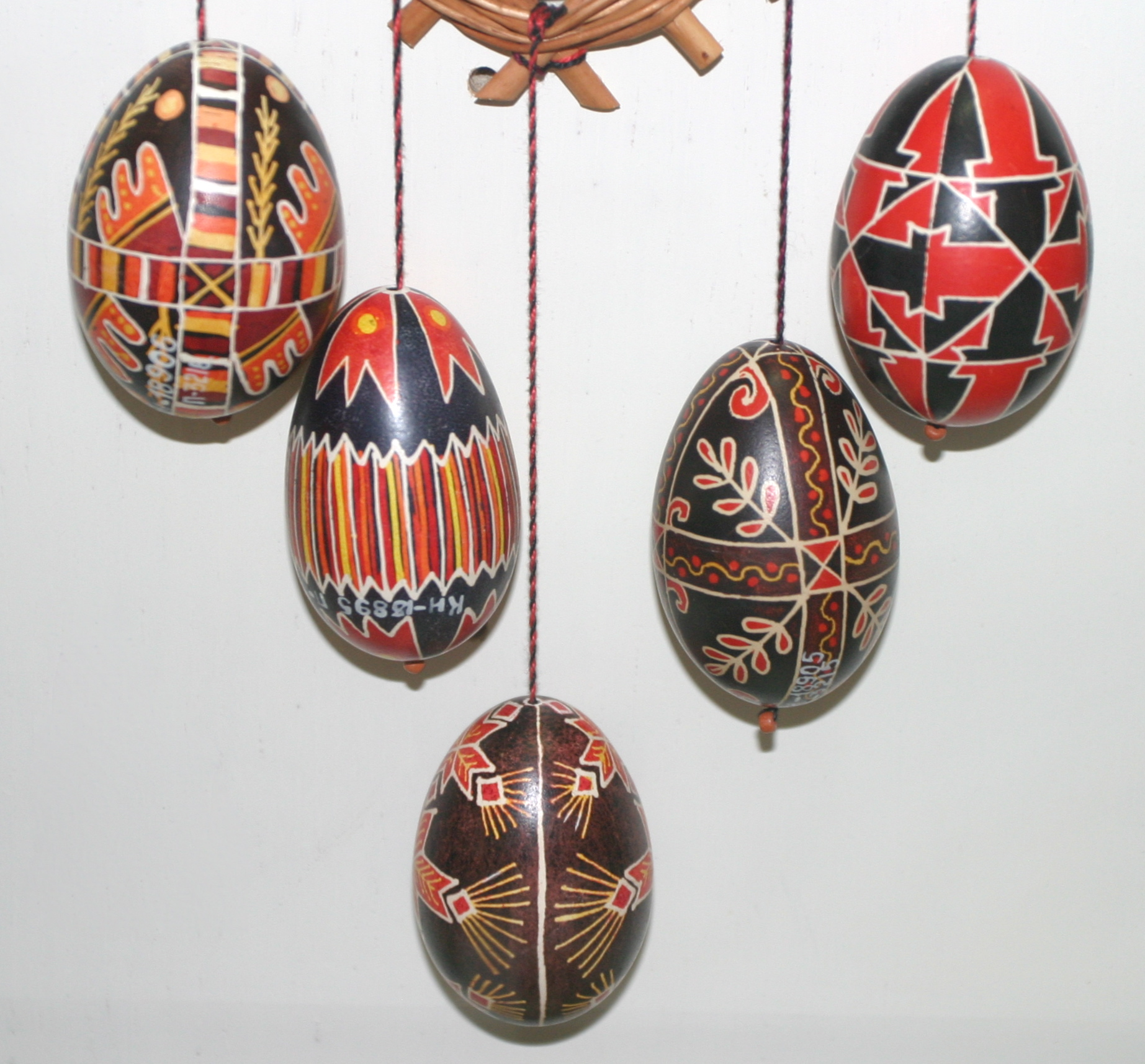
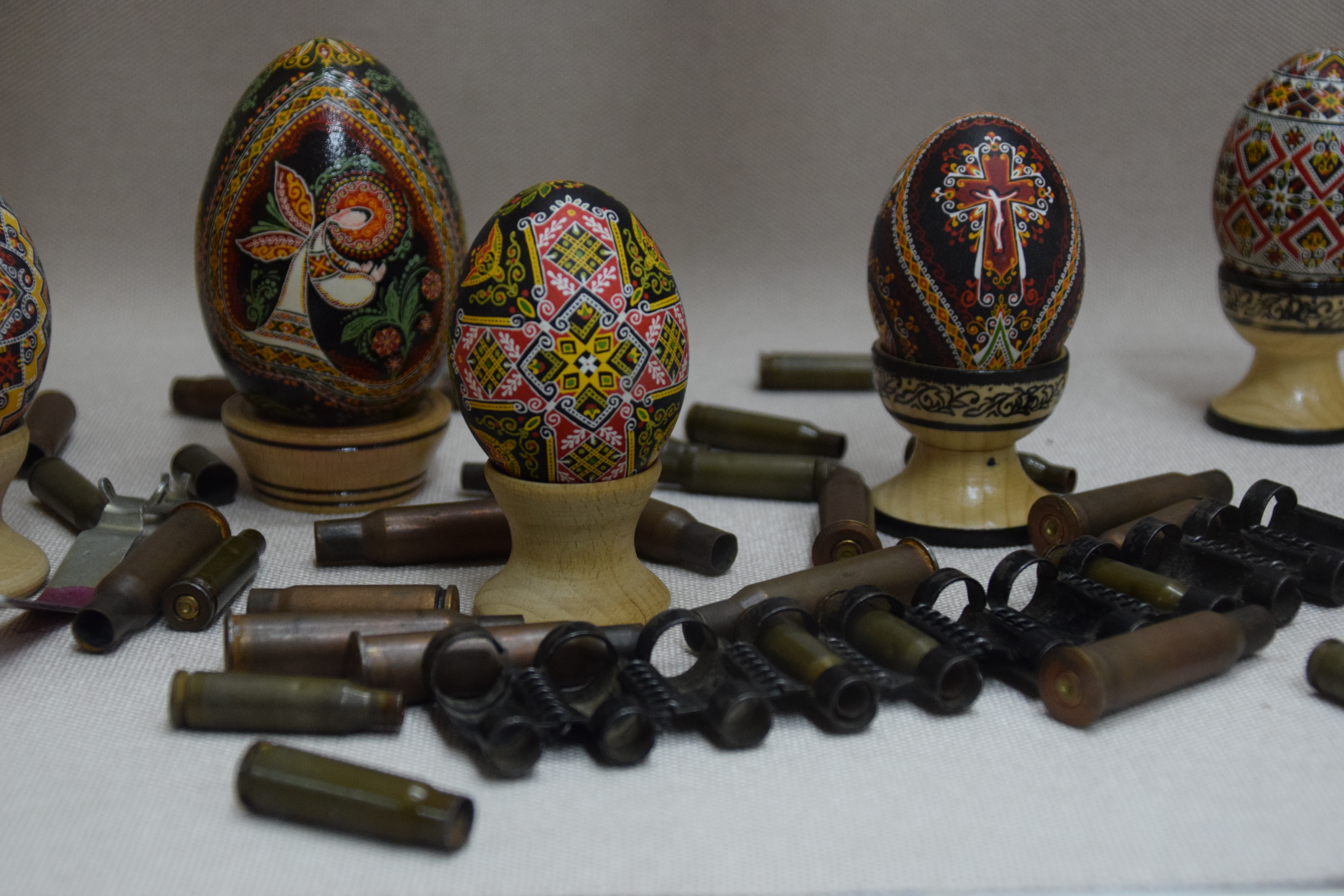
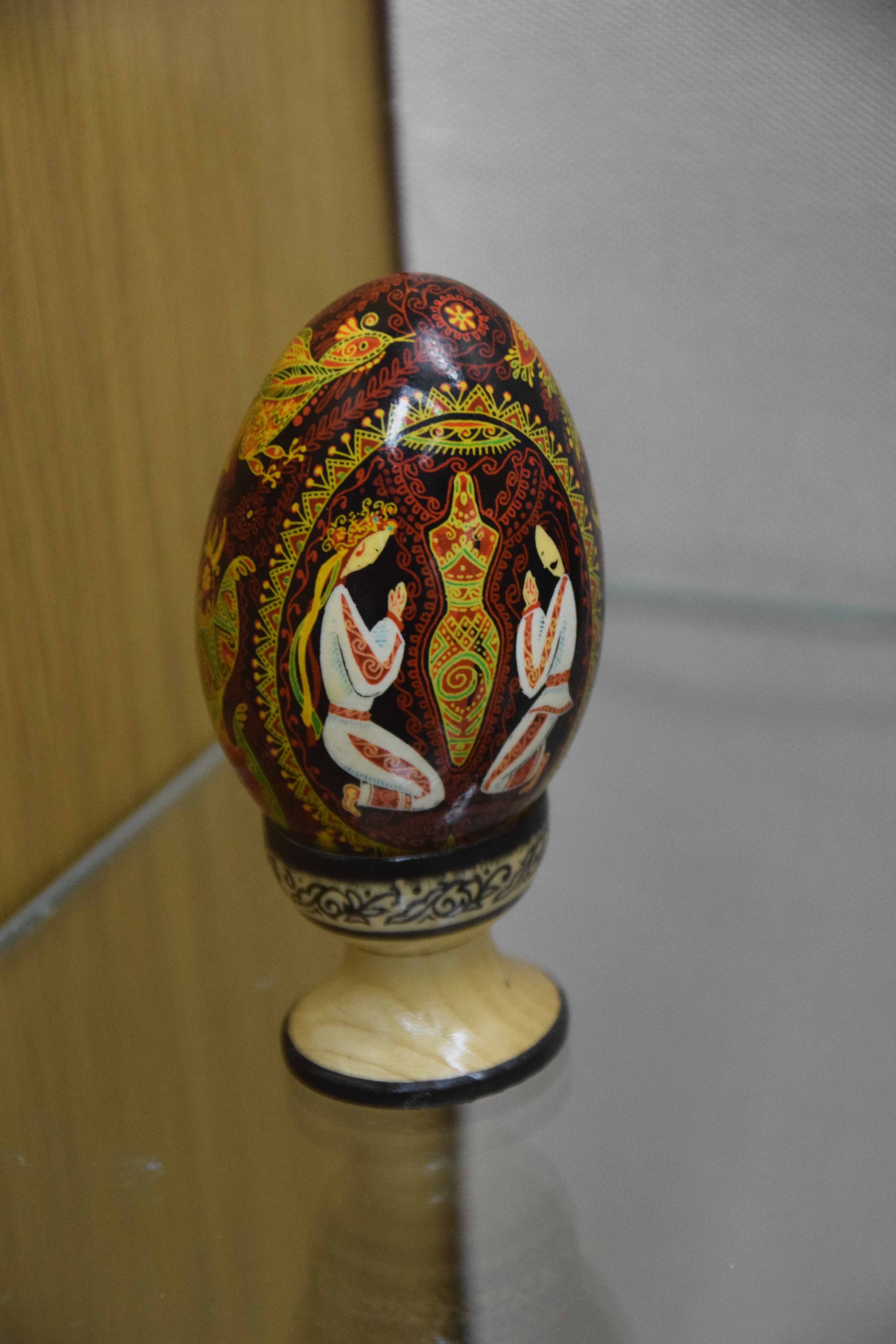
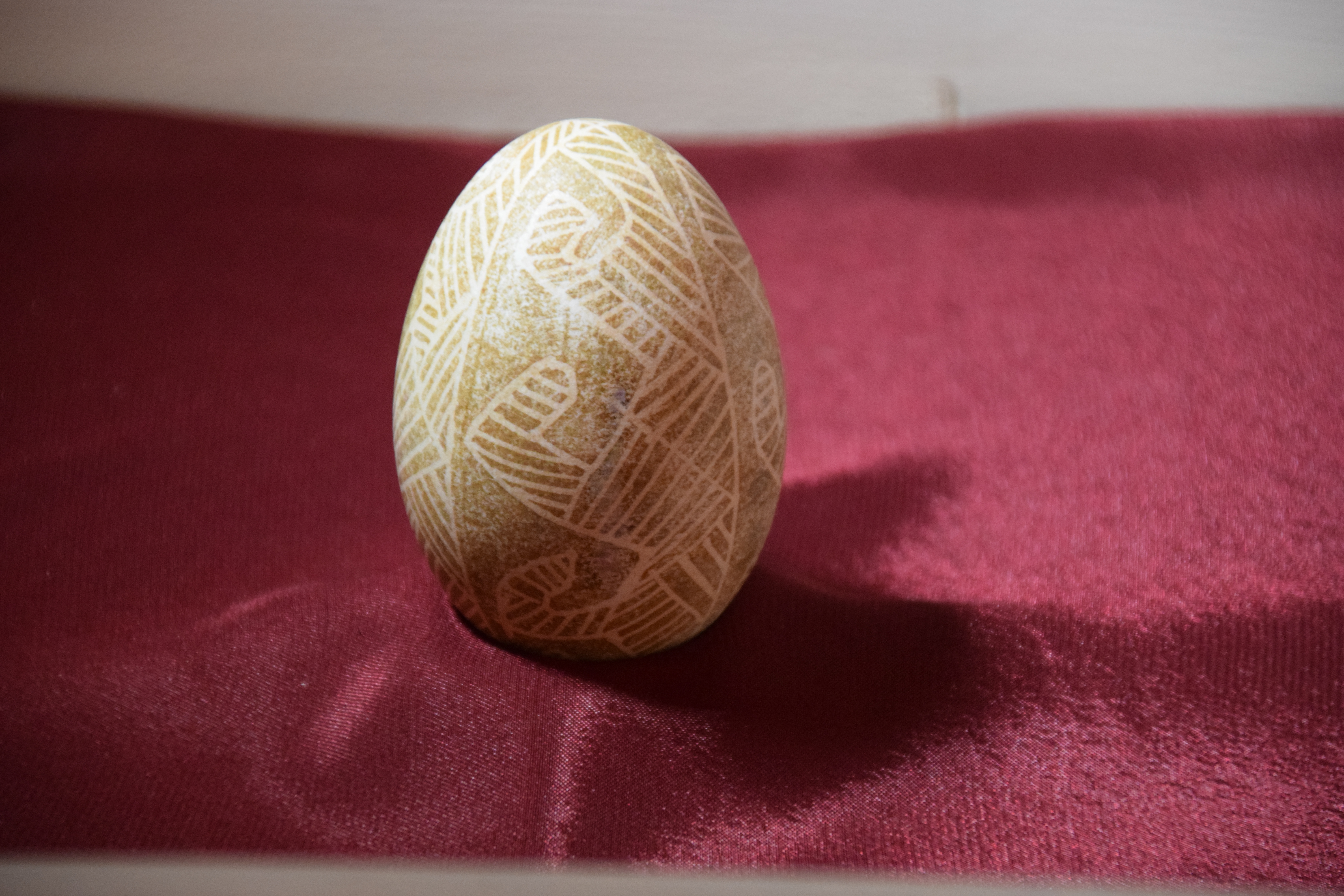
replica of the oldest pysanka in Ukraine
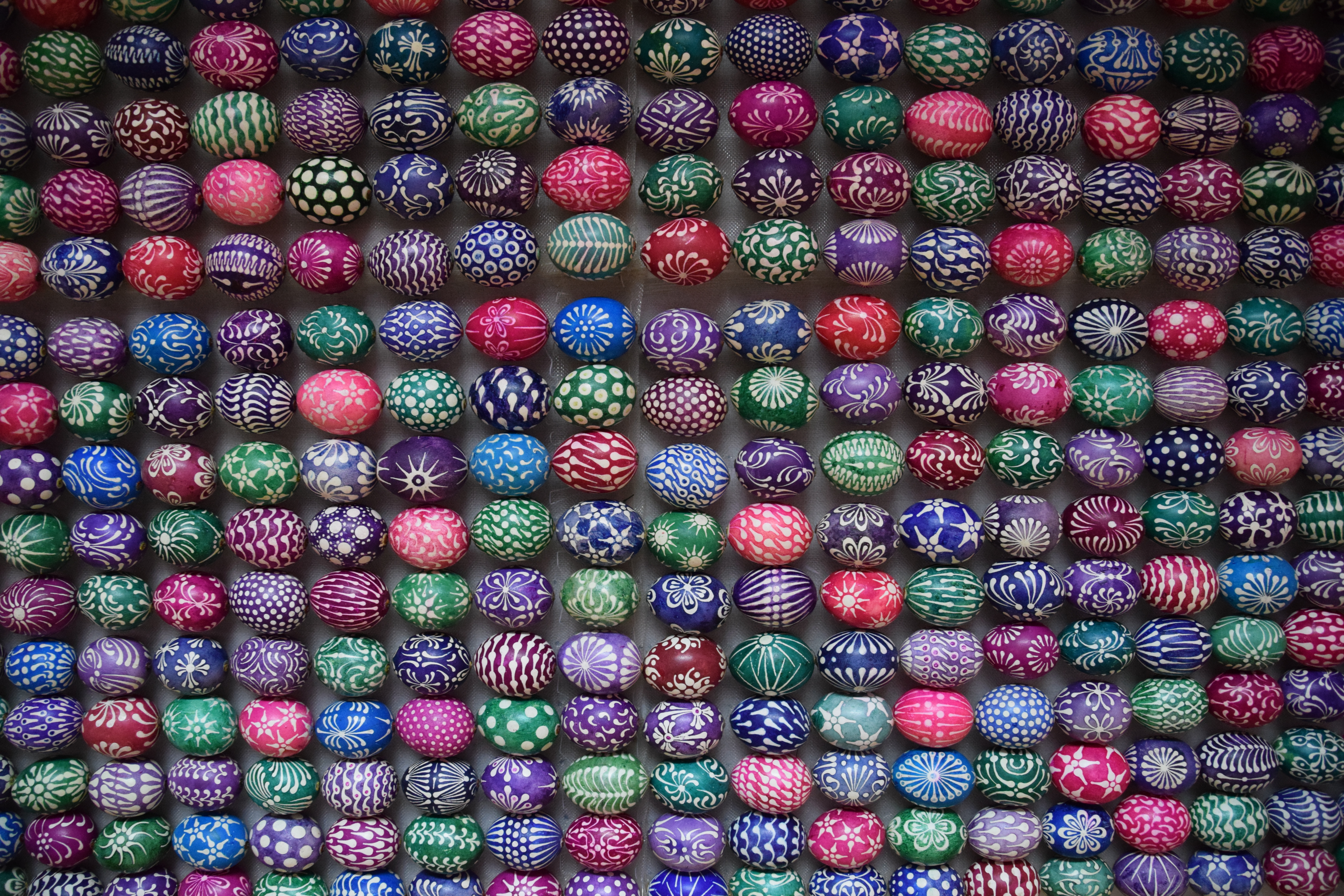
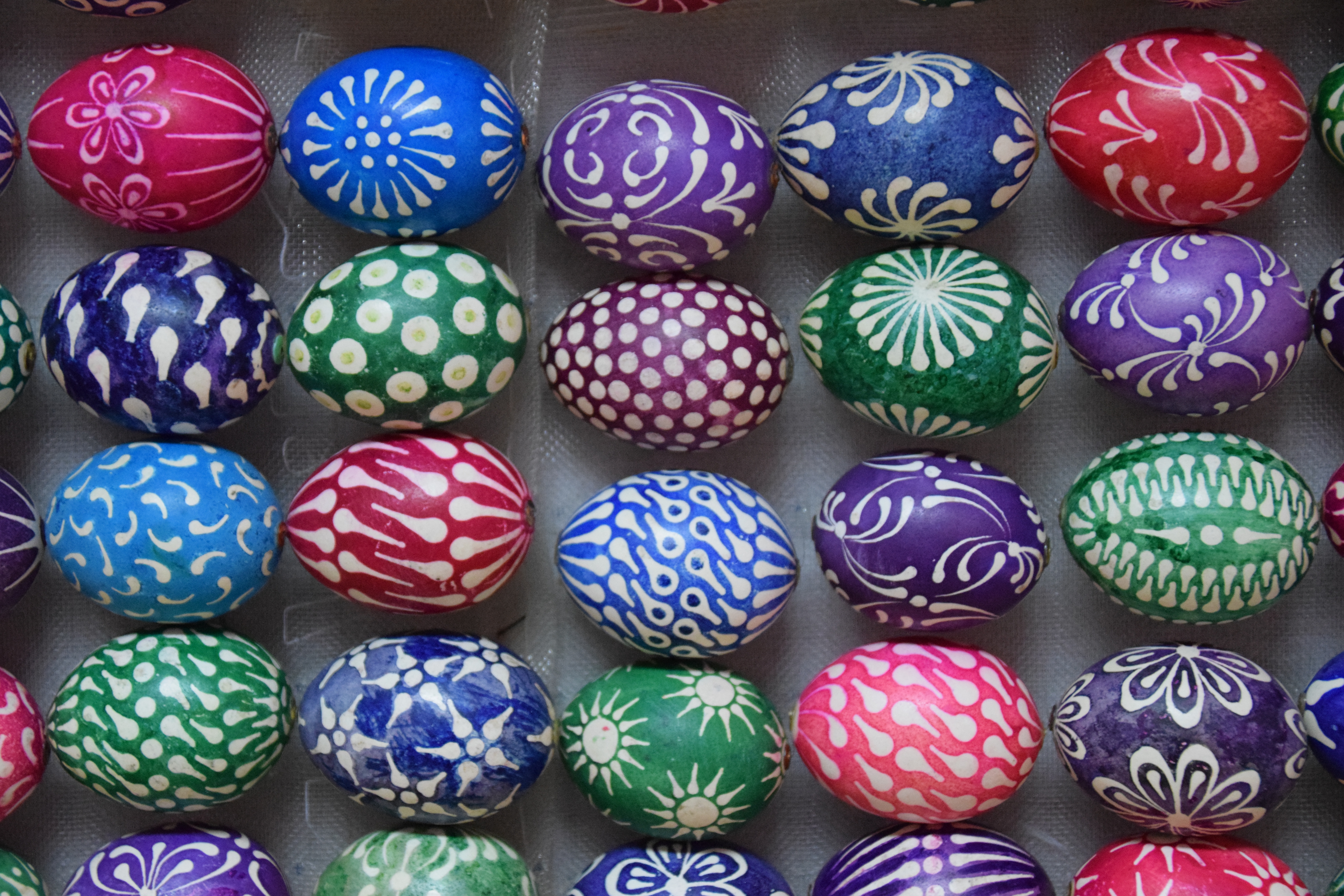
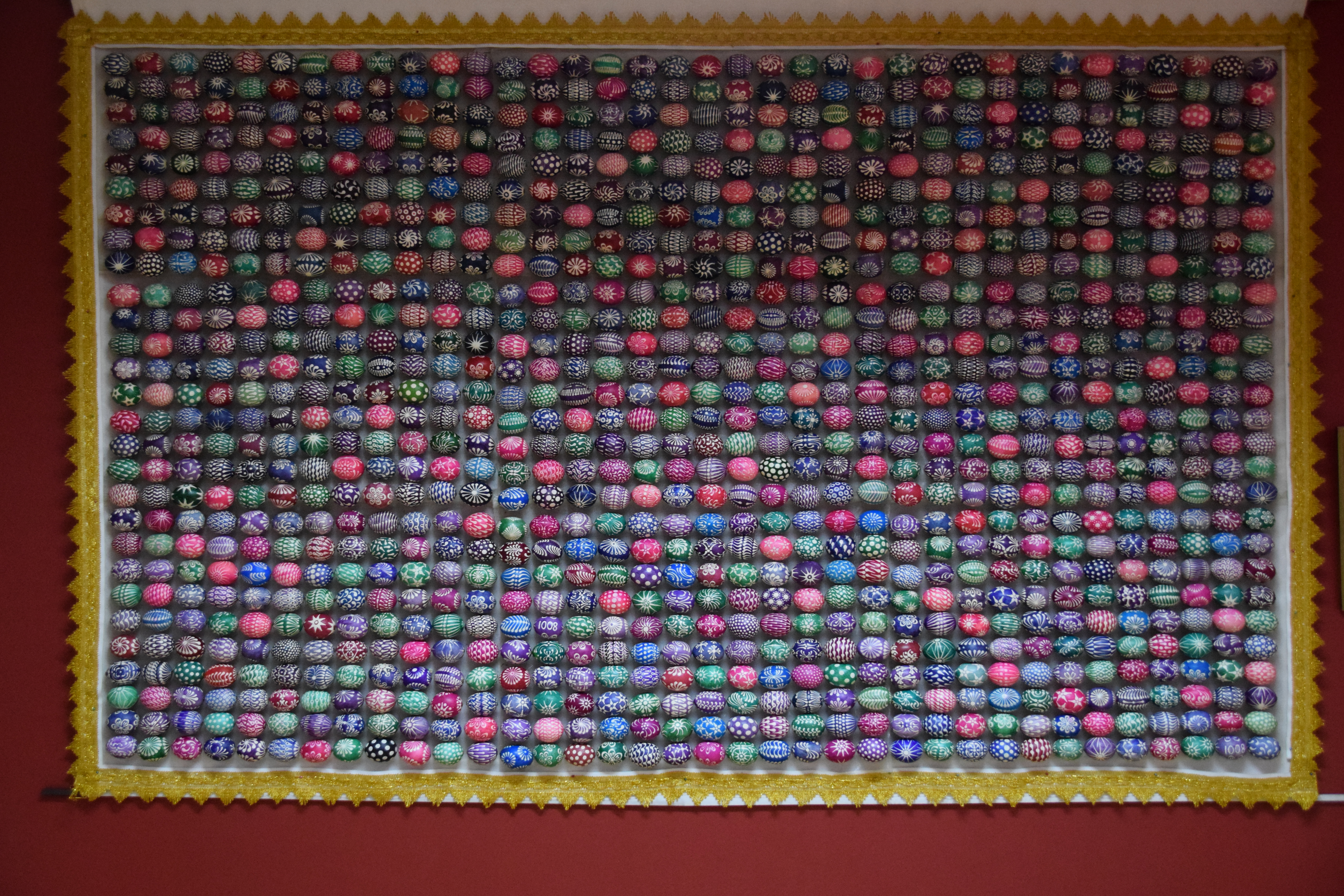
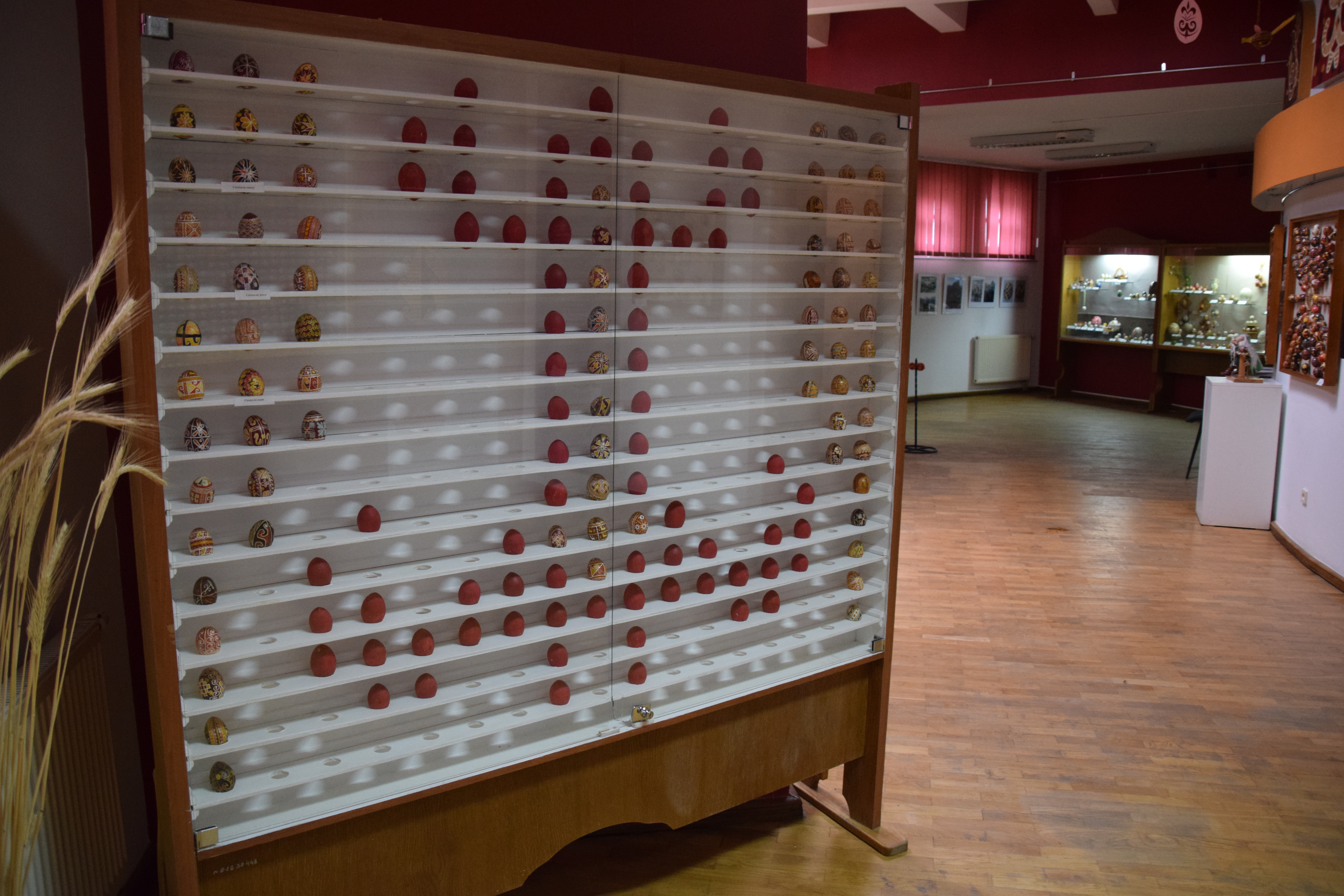
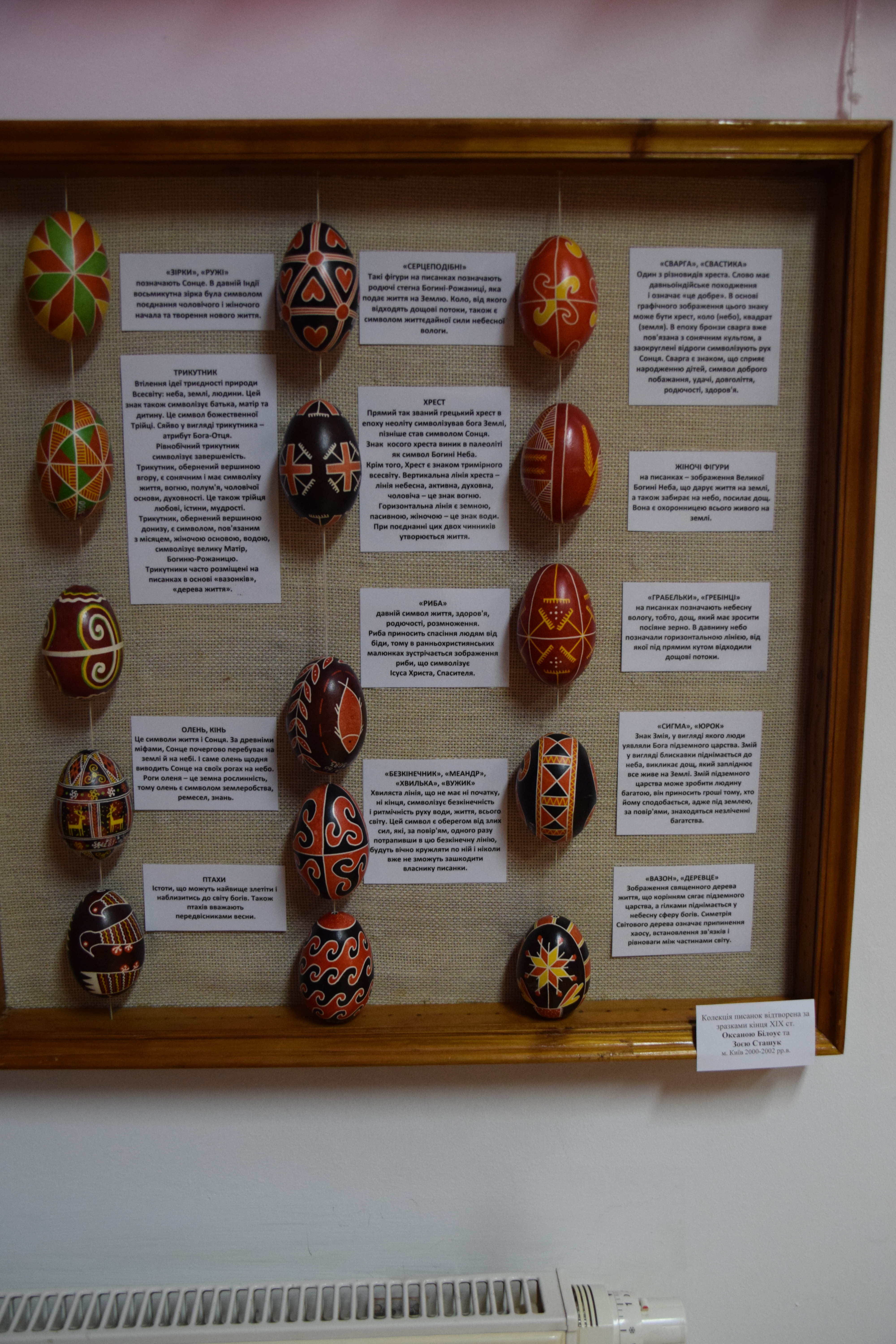
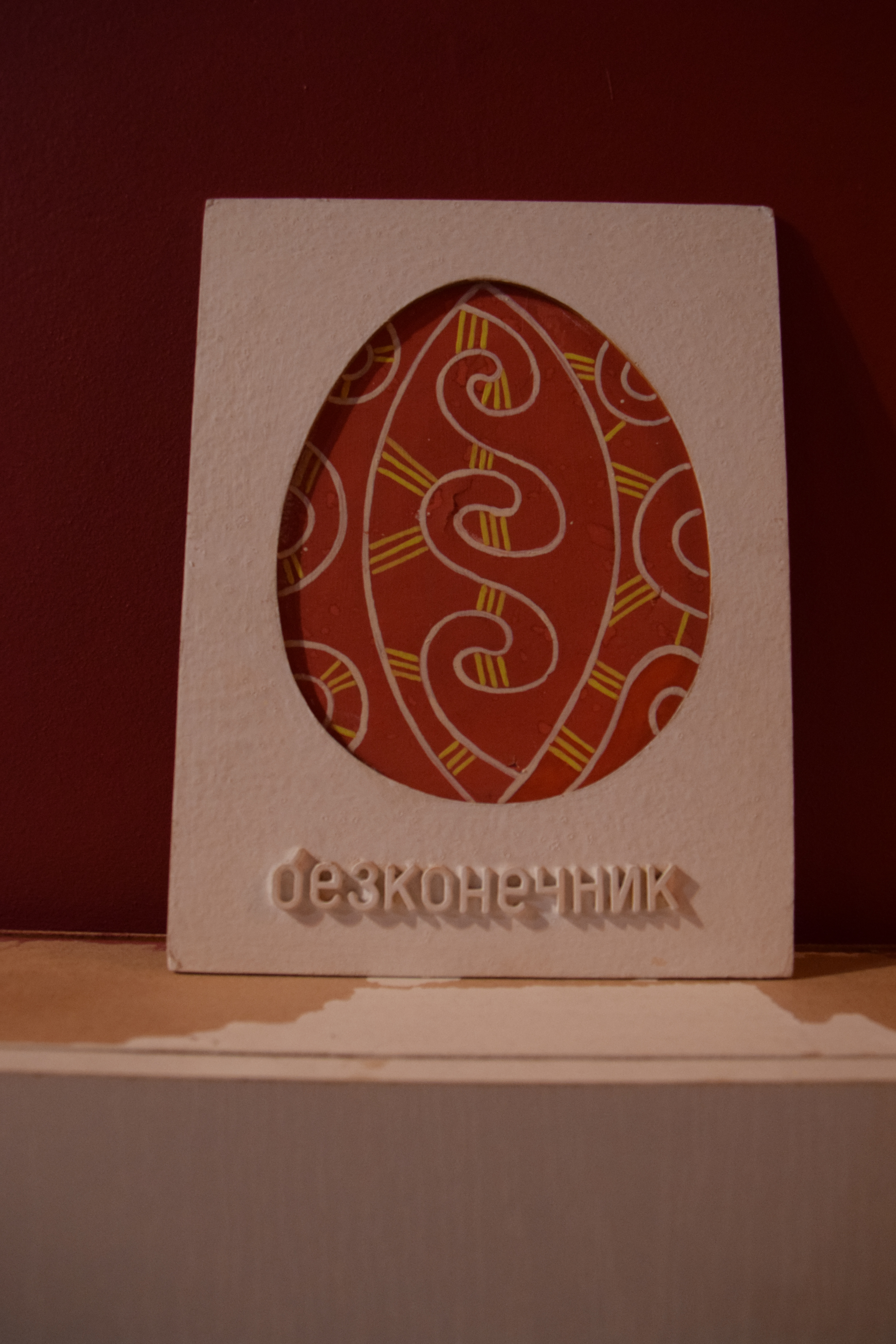
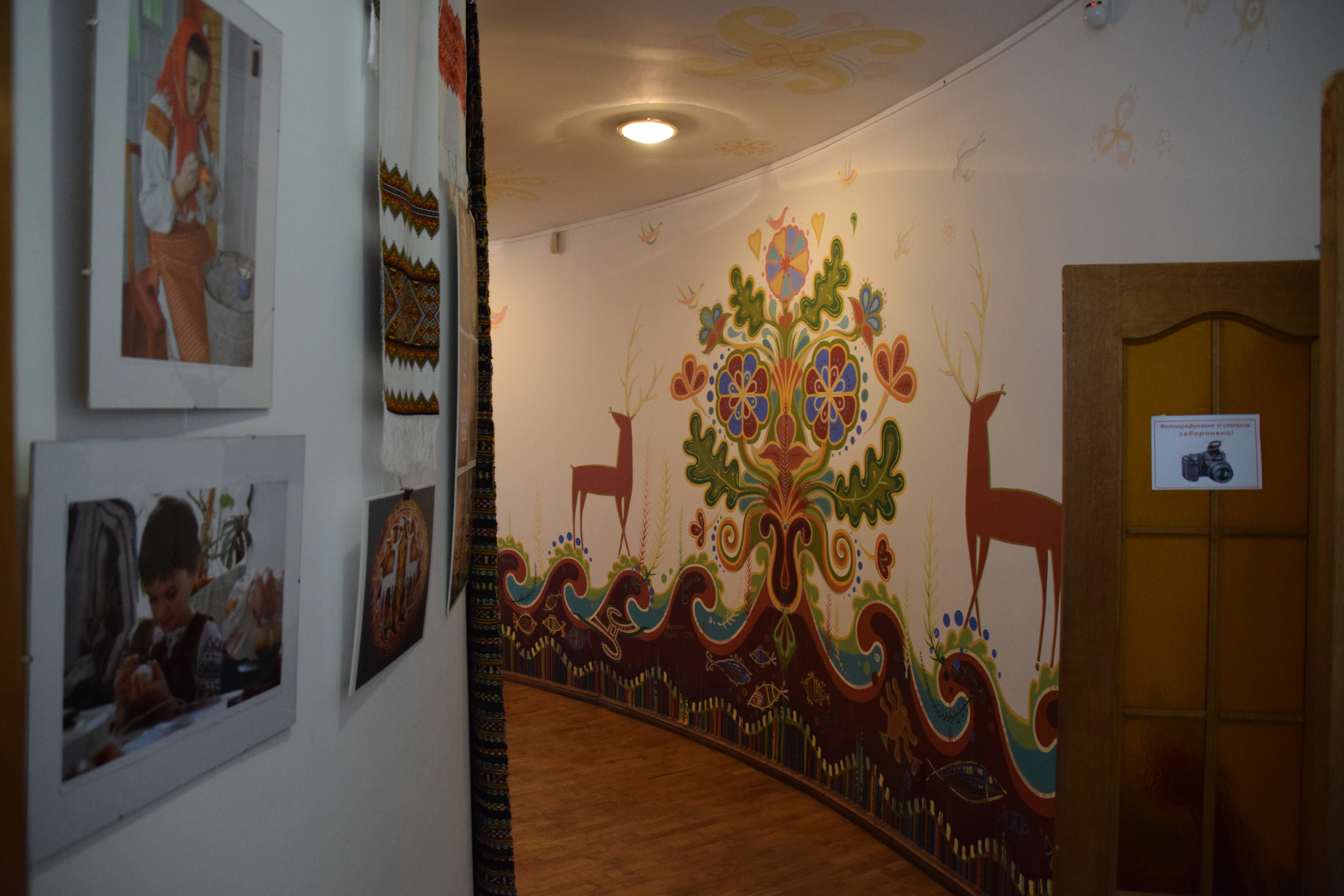
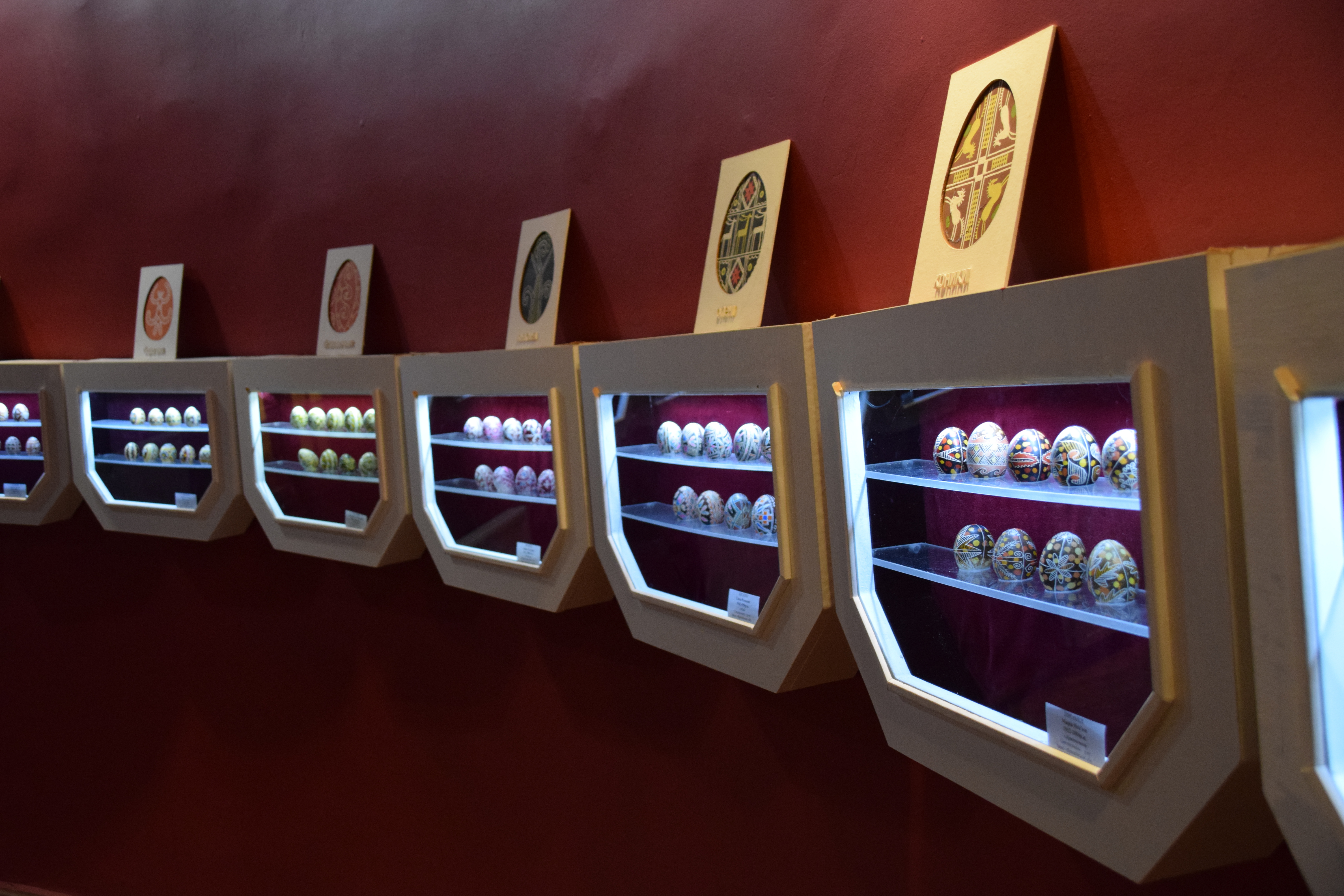
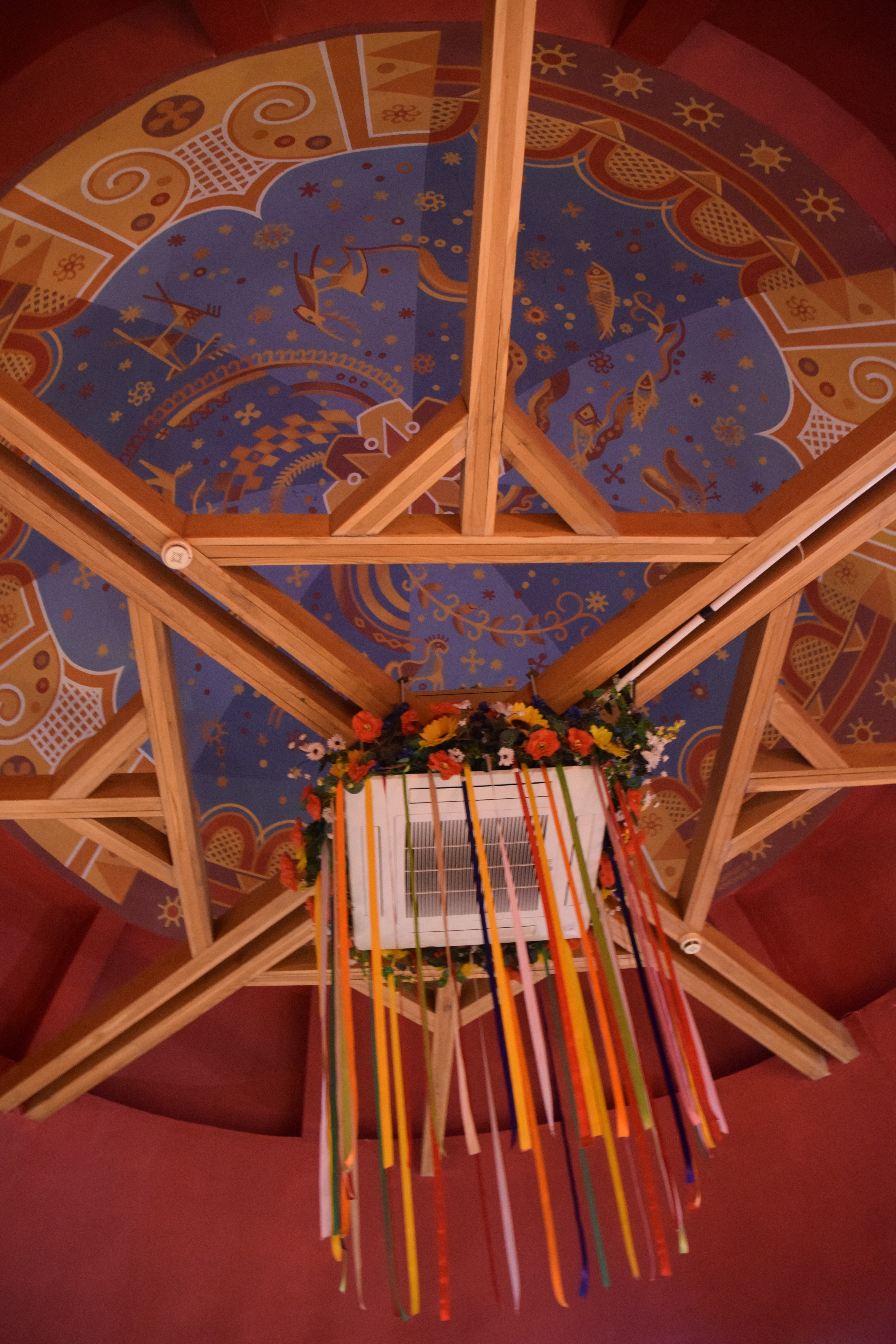
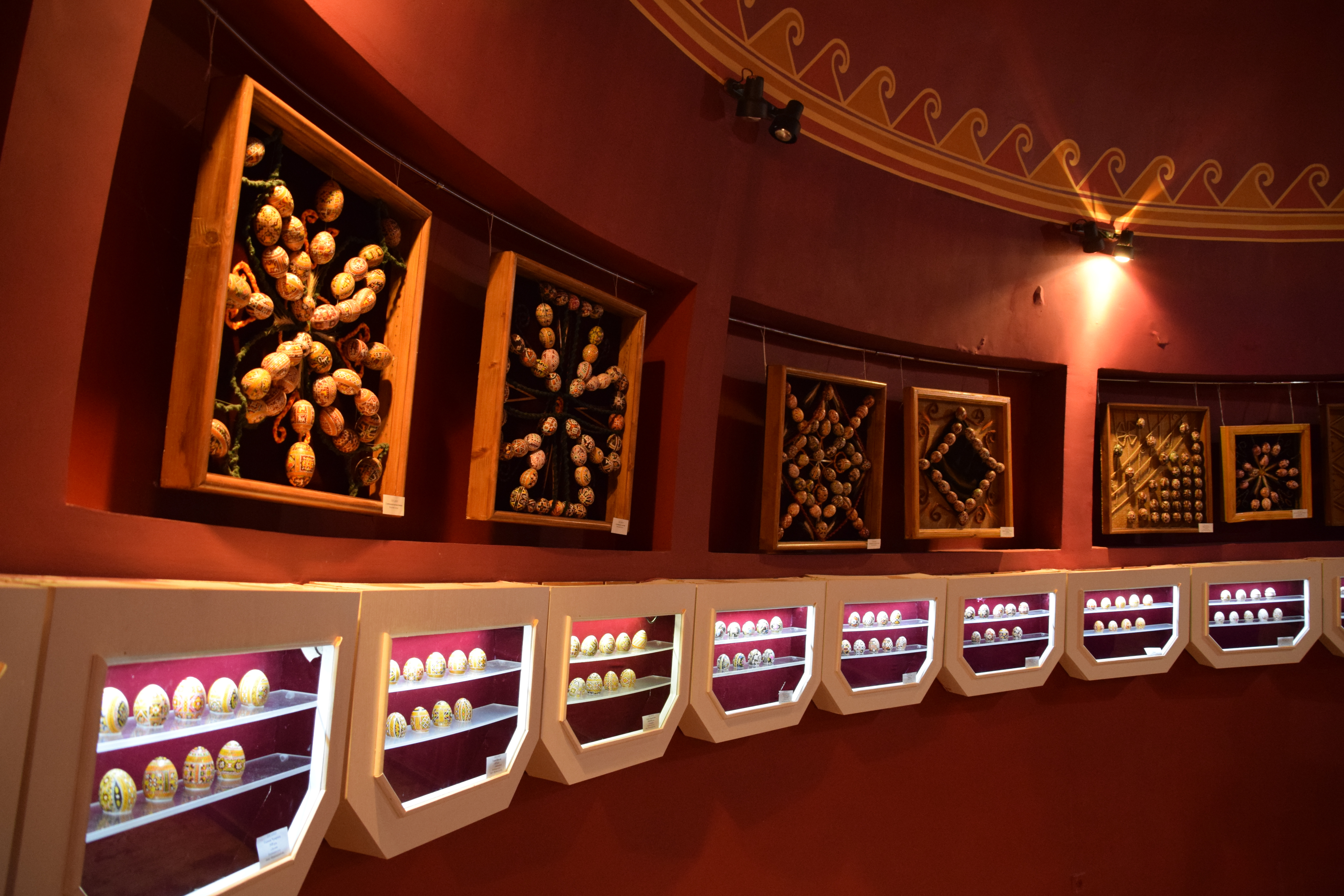
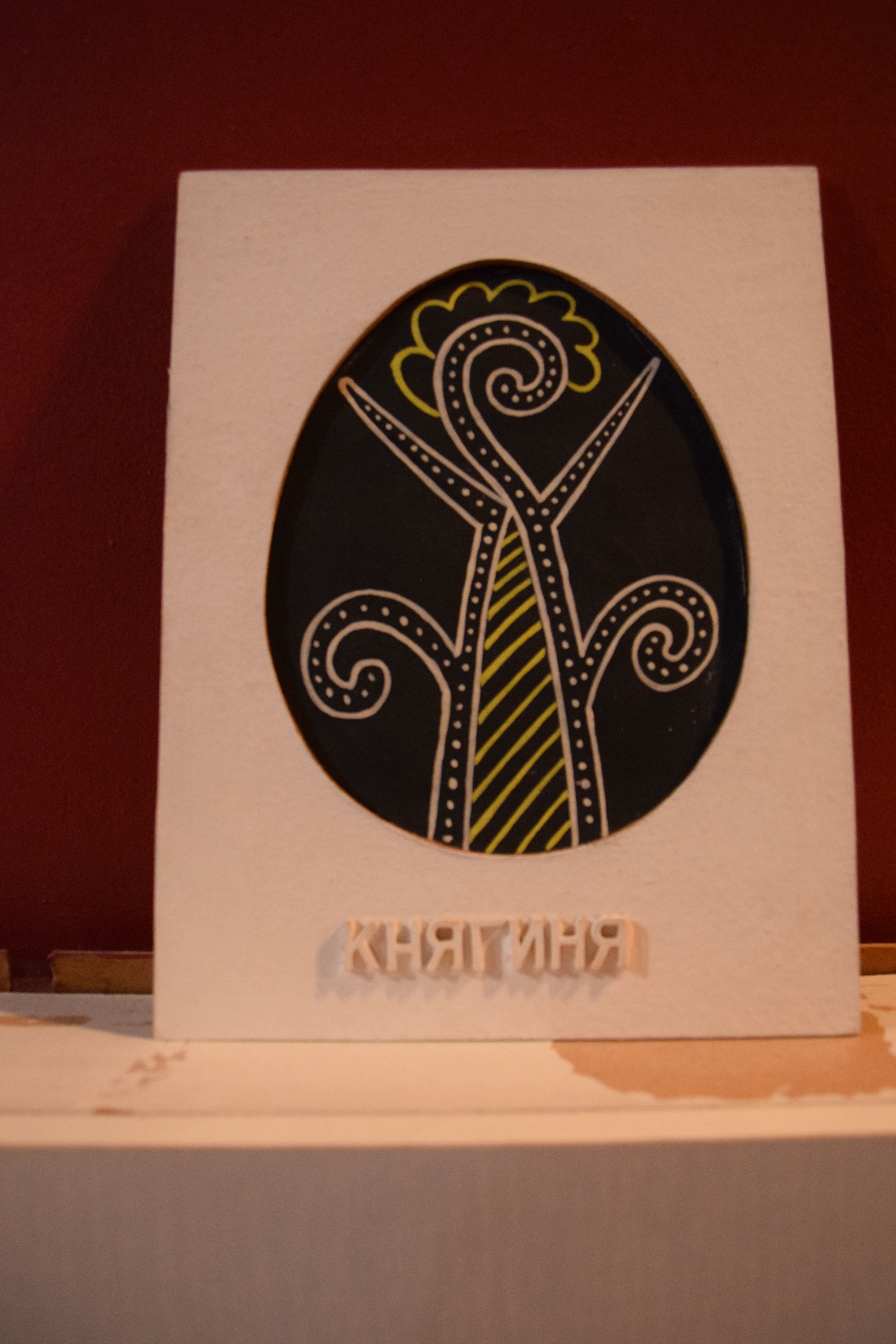
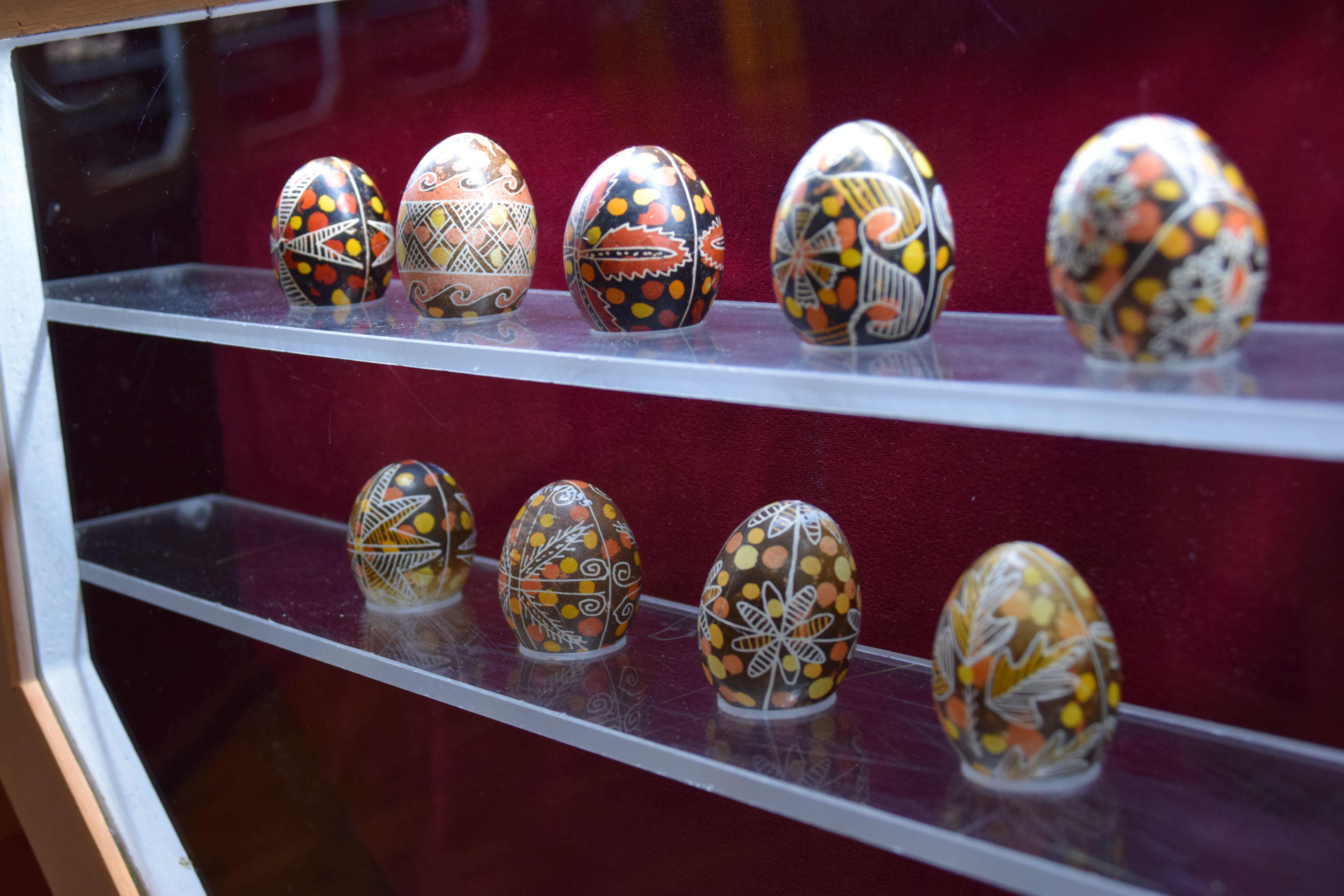
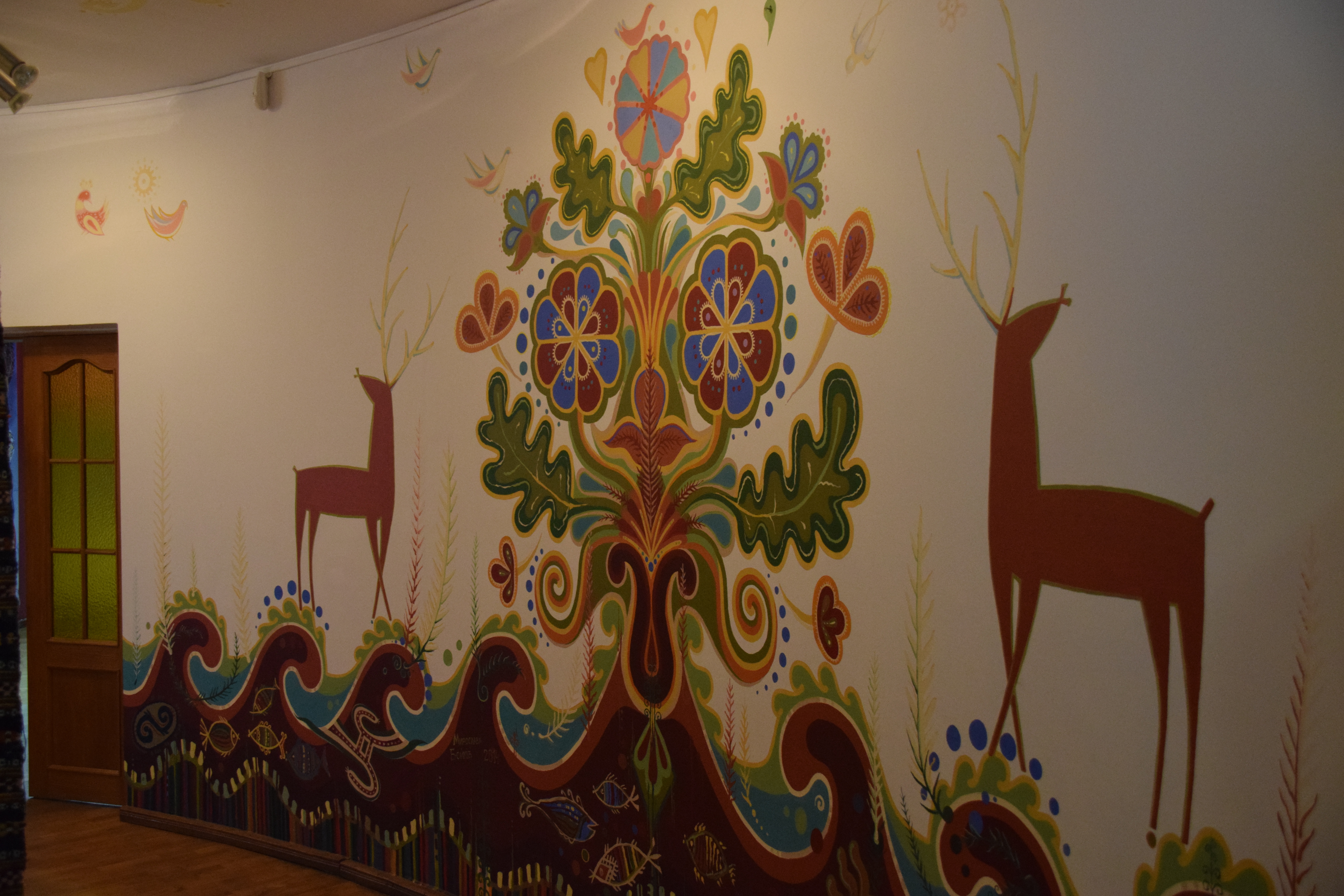